# Krwiściąg lekarski

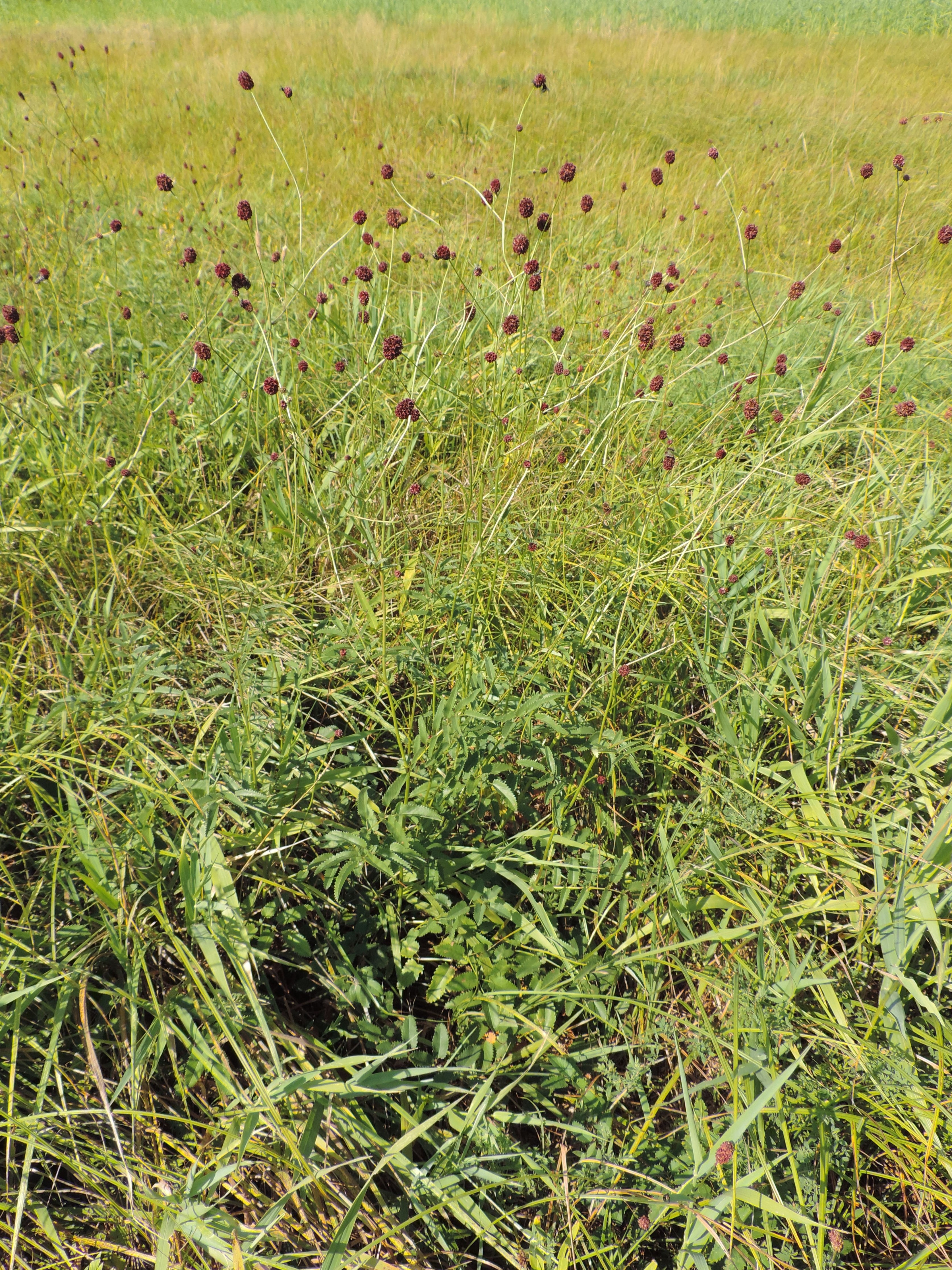
Pokrój

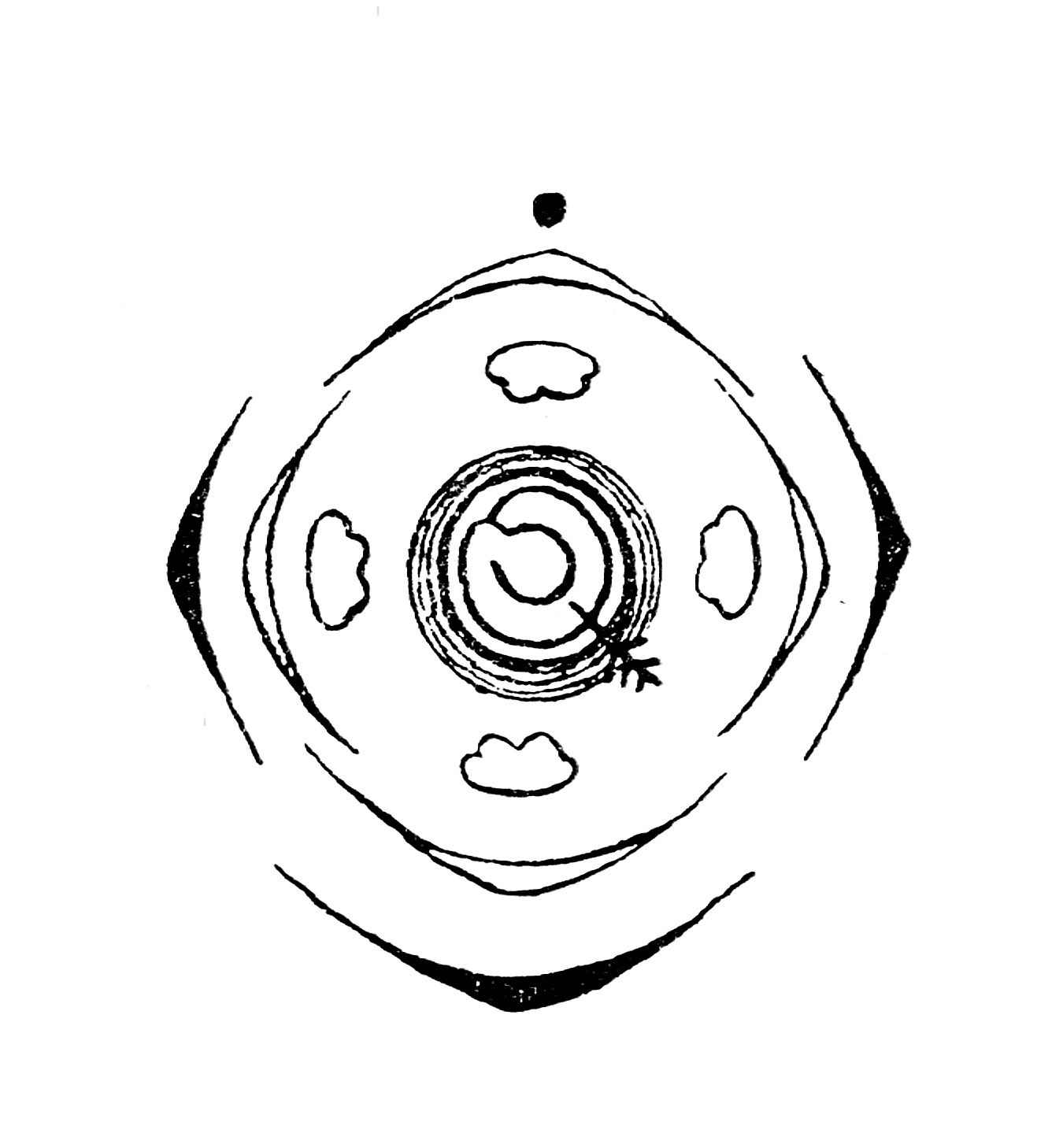
Narys kwiatowy

Krwiściąg lekarski (Sanguisorba officinalis L.) – gatunek rośliny należący do rodziny różowatych (Rosaceae). 

## Rozmieszczenie geograficzne
Występuje w stanie dzikim w prawie całej Europie, z wyjątkiem północy, także w Azji i Ameryce Północnej. W Ameryce Północnej jest gatunkiem zawleczonym i zadomowionym. W Polsce średnio pospolity.

## Morfologia
PokrójRoślina półrozetkowa, do metra wysokości, naga.
ŁodygaProsta, górą widlasto rozgałęziona i nieco ulistniona. Wewnątrz pusta, bruzdkowana i trochę błyszcząca.
Organy podziemneKrótkie kłącze, z którego wyrastają wrzecionowate, dość grube korzenie.
LiścieNa długich ogonkach, z błoniastymi, częściowo przyrośniętymi przylistkami, z 3–7 parami listków, błyszczące. Na spodniej stronie sinozielone. Listki mają długość do 5 cm, są na ogonkach, jajowate, u nasady sercowate, z każdej strony przynajmniej z 12 ostro spiczastymi ząbkami. Liście łodygowe są mniejsze i mają 3–4 pary listków.
KwiatyWszystkie kwiaty, w odróżnieniu od krwiściągu mniejszego, są przeważnie obupłciowe. Niepozorne, małe, zebrane w prosto wzniesione na długich szypułkach gęste, kuliste główki o długości 1–3 cm. Cztery działki kielicha są tępe, ciemnobrunatnoczerwone. Brak zewnętrznego kieliszka i płatków korony. Cztery pręciki mają czerwone, odstające nitki a pylniki małe i żółte. Słupek niższy od pręcików i ma znamię wielodzielne.
OwoceNiełupka otoczona działkami kielicha.

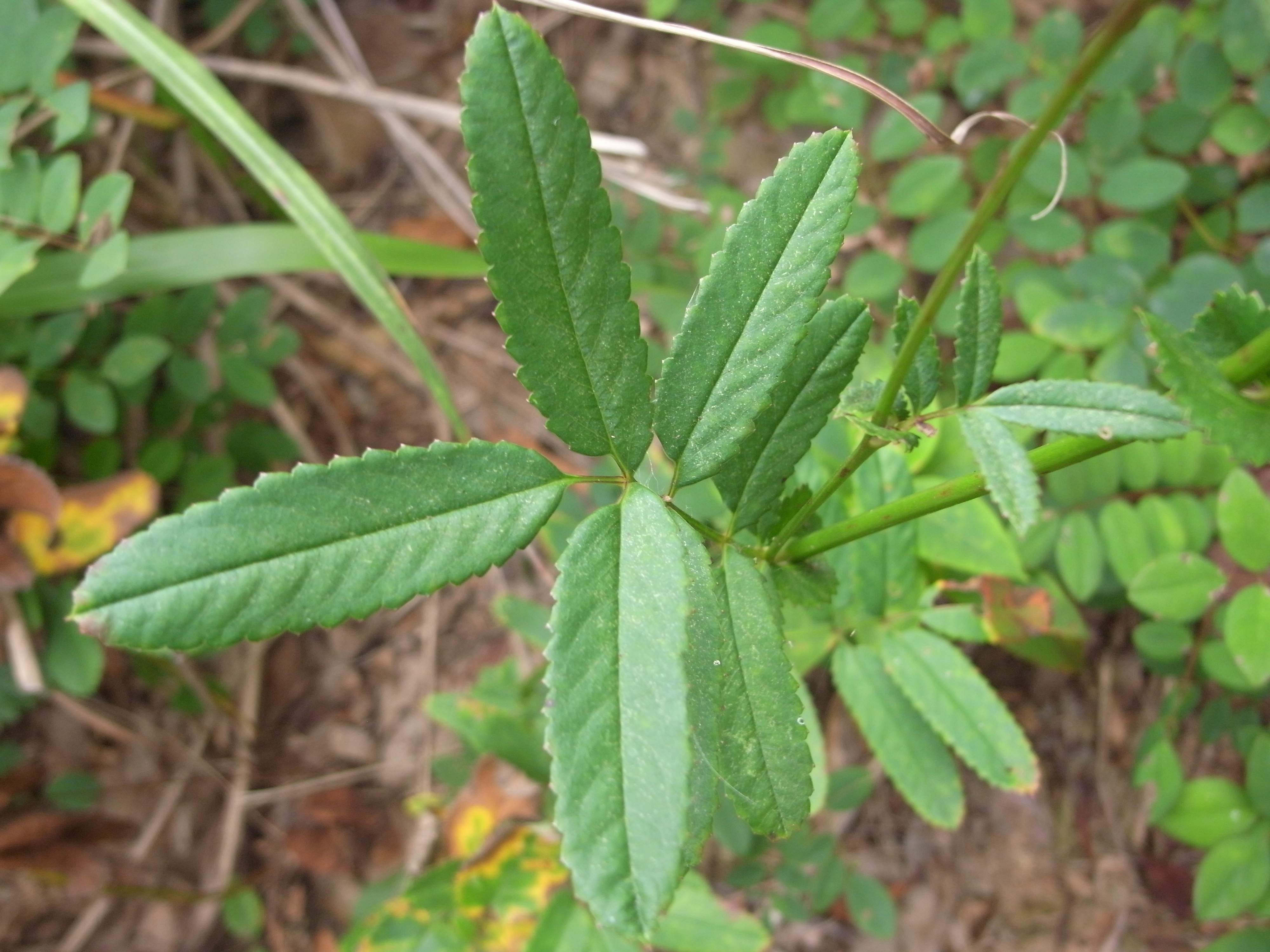
Liść łodygowy
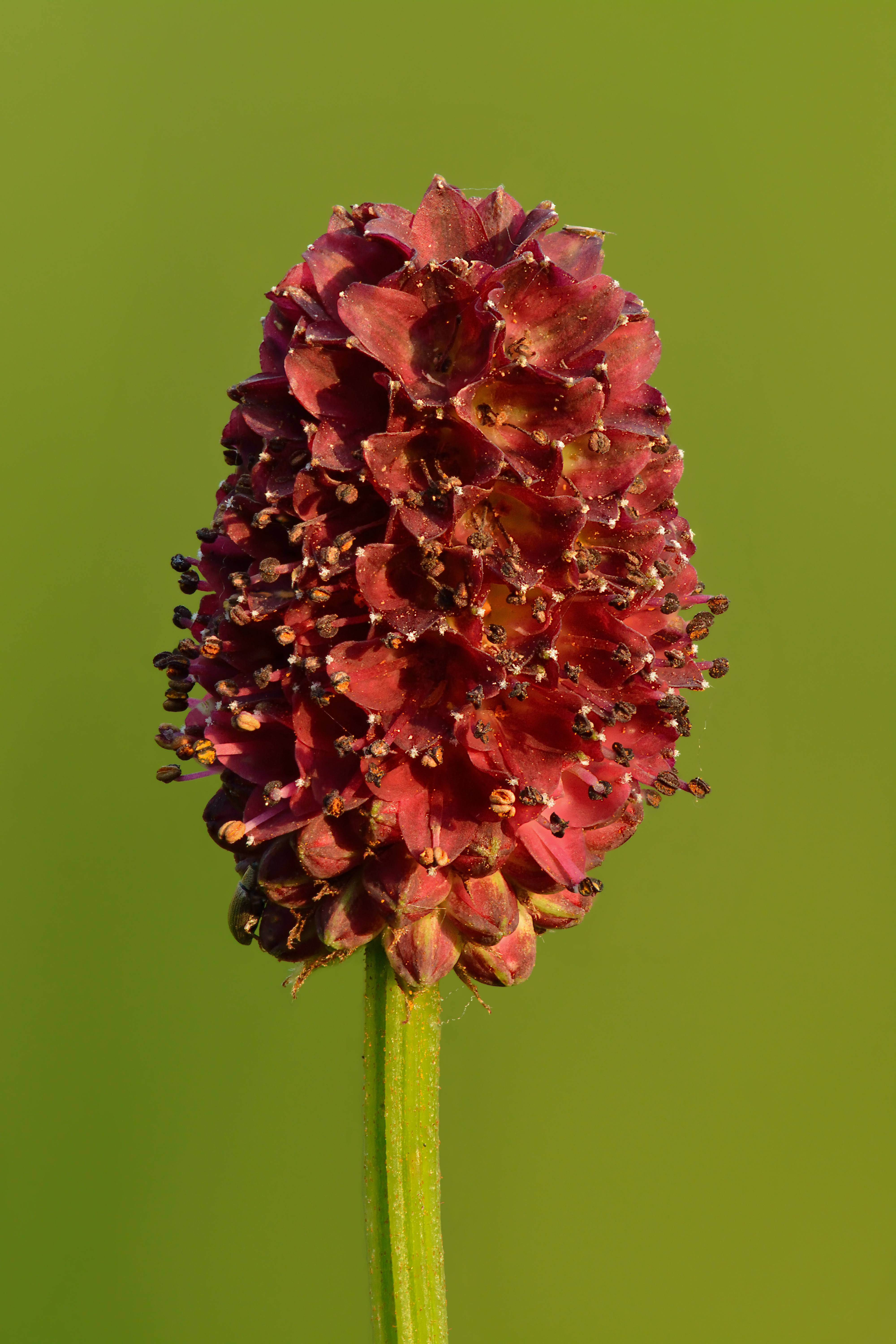
Kwiatostan
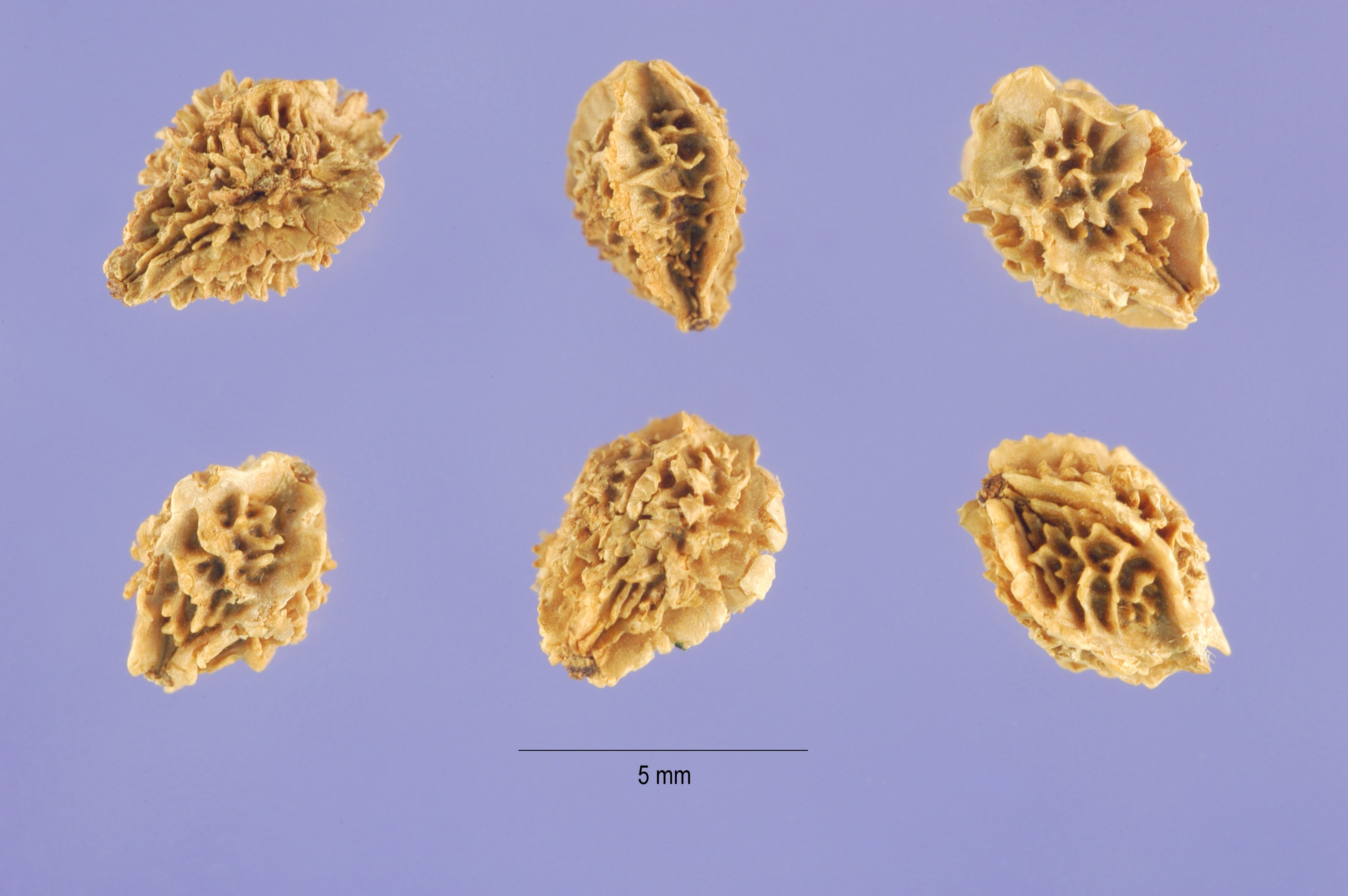
Owoce

## Biologia i ekologia
Bylina, hemikryptofit. 
Rośnie na suchych i wilgotnych łąkach. Kwitnie od czerwca do września. Najwcześniej zakwitają kwiaty w górze kwiatostanu. Roślina miododajna, nektar wytwarzany jest w pierścieniowatych miodnikach otaczających nasadę słupka. Zapylenie przeważnie krzyżowe za pośrednictwem motyli i muchówek, możliwe jest jednak również samozapylenie. W klasyfikacji zbiorowisk roślinnych gatunek charakterystyczny dla rzędu (O.) Molinietalia.
Krwiściąg lekarski stanowi roślinę pokarmową dla zagrożonego motyla nocnego  błyszczki zosimi oraz dwóch gatunków myrmekofilnych motyli dziennych, modraszka telejusa i modraszka nausitousa, których gąsienice początkowo żerują w jego główkach kwiatostanowych, następnie kontynuują rozwój w gniazdach mrówek.

## Zastosowanie
- Roślina lecznicza
  - Surowiec zielarski: suszone kłącze (Radix Sanguisorbae), czasami także ziele (Herba Sanguisorbae). Zawierają garbniki, saponiny, flawonoidy i inne składniki[9]. Stosowana w stanie świeżym lub w postaci proszku ze zmielonych kłączy[5].
  - Działanie: pod nazwą korzenia pimperneli był dawniej używany do tamowania krwi przy nieżytach układu pokarmowego[9].
- Roślina jadalna: młode liście i pędy zbierane przed kwitnieniem rośliny nadają się na jarzynę, sałatkę lub zupę ziołową.
- Krwiściąg należy też do dobrych roślin pastewnych.
- Bywa uprawiany jako roślina ozdobna.

## Obecność w kulturze
W Alzacji wchodzi w skład wiązek ziół, poświęcanych w święto Wniebowzięcia.

## Uprawa
W Polsce jest całkowicie mrozoodporny (strefy mrozoodporności 4-9). Wymaga stanowisk słonecznych lub półcienistych, ziemi średnio żyznej, wilgotnej i przepuszczalnej. Podczas upałów w lecie konieczne jest podlewanie. Rozmnaża się z nasion lub przez podział bryły korzeniowej. 